# Kráľová nad Váhom
Kráľová nad Váhom (węg. Királyfalva, Vágkirályfalu, Vágkirályfa) – wieś (obec) na Słowacji, położona w kraju nitrzańskim, w powiecie Šaľa na Nizinie Naddunajskiej.